# Lucien Berland
|  | Dieser Artikel wurde aufgrund von formalen oder inhaltlichen Mängeln in der Qualitätssicherung Biologie zur Verbesserung eingetragen. Dies geschieht, um die Qualität der Biologie-Artikel auf ein akzeptables Niveau zu bringen. Bitte hilf mit, diesen Artikel zu verbessern! Artikel, die nicht signifikant verbessert werden, können gegebenenfalls gelöscht werden. Lies dazu auch die näheren Informationen in den Mindestanforderungen an Biologie-Artikel. |

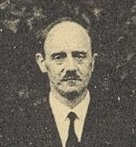
Lucien Berland

Lucien Berland (* 14. Mai 1888 in Ay; † 18. August 1962 in Versailles) war ein französischer Entomologe und Arachnologe.

## Leben und Werk
Schon in der Kindheit von der Natur fasziniert, studierte er an der Lycée Charlemagne, dann an der Sorbonne, wo er 1908 seinen Bachelor der sciences naturelles erwarb. Auf Rat von Emil Racovita und Alice Pruvot-Fol wandte er sich nach seinem Studium den Spinnen zu. Er traf Eugène Louis Bouvier im Museum von Paris, der ihn bei Eugène Simon, dem bedeutendsten Arachnologen seiner Zeit, einführte. Berland trat 1912 als Assistent dem Muséum national d’histoire naturelle bei und arbeitete unter Eugene Bouvier in der entomologischen Abteilung laboratoire d’entomologie.  Berland wurde sofort verantwortlich für die Sammlungen von Myriapoda, von Spinnentieren, den Neuroptera, Orthoptera und den Hymenoptera. Fünf Jahre später wurde die Abteilung auf Insekten beschränkt. Berland wurde während des Ersten Weltkriegs in Verdun schwer verletzt. Sein Sohn fiel während des Zweiten Weltkriegs im Jahre 1944. Die Société zoologique de France leitete er im Jahr 1952. Es sind über 200 Publikationen von ihm erschienen. Berland war dabei auch am Verhalten von Spinnen und Wespen als Prädatoren interessiert.
Er unternahm zahlreiche Reisen nach Afrika und dort in die Sahara. Berland schloss mit Louis Fage posthum die Veröffentlichung von Eugène Simon über die Spinnentiere von Frankreich (1874–1937) ab.

## Nach Berland benannte Taxa
- Afraflacilla berlandi Denis, 1955, Ragnar (Salticidae) – Libyen
- Brachyphaea berlandi Lessert, 1915, Spider (Corinnidae) – Ost-Afrika
- Hasarius berlandi Lessert, 1925, Spider (Salticidae) – Ost-Afrika
- Heterogriffus berlandi Lessert, 1938, Spider (Thomisidae) – Kongo, Uganda, Angola
- Opopaea berlandi Simon & Fage, 1922, Spider (Oonopidae) – Ost-Afrika
- Pholcus berlandi Millot, 1941, Spider (Pholcidae) – Senegal
- Saitis berlandi Roewer, 1951, Ragno (Salticidae) – Neue Hebriden
- Speocera berlandi Machado, 1951, Ragnar (Ochyroceratidae) – Angola
- Theridion berlandi Roewer, 1942, Magno (Theridiidae) – Samoa

## Schriften (Auswahl)
- 1925: Faune de France. 10, Hyménoptères vespiformes, I, Sphegidae, Pompilidae, Scoliidae, Sapygidae, Mutillidae (Paul Lechevalier, Paris).
- 1927: Les Araignées ubiquistes, ou à large répartition, et leurs moyens de dissémination, Compte rendu sommaire des séances de la Société de biogéographie, 23 : 65-67.
- 1929: Faune de France. 19, Hyménoptères vespiformes, II, Eumenidae, Vespidae, Masaridae, Bethylidae, Dryinidae, Embolemidae (Paul Lechevalier, Paris).
- 1929: Araignées recueillies par Madame Pruvot aux îles Loyalty, Bulletin de la Société zoologique de France, LIV : 387-399.
- 1929: avec Léon Bertin (1896–1954), La Faune de la France. Fascicule 2. Arachnides et Crustacés (Delagrave, Paris).
- 1930: Curieuse anomalie oculaire chez une araignée, Bulletin de la Société zoologique de France, LV : 193-195.
- 1932: Les Arachnides : (scorpions, araignées, etc.) : biologie systématique (Paul Lechevalier, Paris).
- 1933: Sur le parasitisme des phorides (diptères), Bulletin de la Société zoologique de France, LVIII : 529-530.
- 1934: Un cas probable de parthénogenèse géographique chez Leucorpis Gigas (Hyménoptère), Bulletin de la Société zoologique de France, LVIX : 172-175.
- 1934: Une nouvelle espèce de Nemoscolus (araignée) du Soudan français, et son industrie, Bulletin de la Société zoologique de France, LVIX : 247-251.
- 1934: avec Jacques Pellegrin (1873–1944), Sur une araignée pêcheuse de poissons, Bulletin de la Société zoologique de France, LVIX : 210-212.
- 1938: Les Araignées (Stock, Paris, collection Les Livres de nature).
- 1938: avec Francis Bernard (1908–1990), Faune de France. 34, Hyménoptères vespiformes. III. (Cleptidae, Crysidae, Trigonalidae) (Paul Lechevalier, Paris).
- 1939: Les Guêpes (Stock, Paris, collection Les Livres de nature).
- 1940: avec Raymond Benoist (?-1970), F. Bernard et Henri Maneval (1892–1942), La Faune de la France en tableaux synoptiques illustrés... Tome 7. Hyménoptéres (Delagrave, Paris).
- 1941: avec Jacques Millot (1897–1980), Les Araignées de l’Afrique Occidentale Française (Éditions du Muséum, Paris), Mémoires du Muséum national d’histoire naturelle. Nouvelle série. T. XII. Fascicule 2.
- 1942: Les insectes et l’homme (Presses universitaires de France, Paris, Collection Que sais-je ?, n° 83) – troisième édition, 1962.
- 1944: Les Scorpions (Stock, Paris, collection Les Livres de nature).
- 1947: Atlas des hyménoptères de France, Belgique, Suisse (Boubée, Paris) – réédité en 1958, 1976.
- 1947: Faune de France. 47, Hyménoptères tenthrédoïdes (Paul Lechevalier, Paris).
- 1955: Les Arachnides de l’Afrique noire française (IFAN, Dakar).
- 1962: Atlas des Névroptères de France, Belgique, Suisse. Mégaloptères, Raphidioptères, Névroptères planipennes, Mécoptères, Trichoptères (Boubée, Paris).Source[modifier]

## Sekundärliteratur
- Jean-Jacques Amigo, « Berland (Lucien) », in Nouveau Dictionnaire de biographies roussillonnaises, vol. 3 Sciences de la Vie et de la Terre, Perpignan, Publications de l'olivier, 2017, 915 p. (ISBN 9782908866506)
- Lucien Chopard (1962). Lucien Berland (1888–1962), Bulletin de la Société entomologique de France, 67 (7-8) : 143–144. ISSN 0037-928X